# 천국의 계단 (영화)
천국의 계단은 1992년 공개된 대한민국의 멜로 영화이며 해당 영화로 스크린 데뷔를 한  이아로 (오유미 역)가 기대 이상의 연기를 보여주며 호평을 받았는데 비록 흥행에 실패했으나 영화 속의 오유미(이아로 분) 캐릭터와 이아로의 성장 과정(88년 고교 졸업 후 대학입시에 실패한 것과 우연히 만난 대학생과의 연애스토리, 그리고 광고모델로 시작해서 영화배우로 이어지는 일련의 과정)이 흡사하다는 점이 오래도록 대중의 입에 오르내렸다.
한편, 이아로 (오유미 역)는 해당 영화 이후 스크린에서 더 이상 모습을 볼 수 없었고 그 뒤 몇몇 TV 드라마에 출연한다는 소식이 전해졌으나 1997년 결혼과 함께 연기활동을 접었다.

## 배역
- 이아로 : 오유미 역
- 안성기 : 김영균 역
- 박찬환 : 최명길 역
- 송영창 : 이경식 역
- 전무송 : 정기섭 역

## 수상
- 1992년 제16회 황금촬영상
  - 연기대상 - 이아로
- 1992년 제30회 대종상
  - 신인여우상 - 이아로
  - 특별상 - 서홍의
- 1992년 제28회 백상예술대상
  - 영화부문 대상
  - 영화부문 작품상
  - 영화부문 감독상 - 배창호
  - 영화부문 여자신인연기상 - 이아로